# Tênis de mesa na Universíada de Verão de 2025
O tênis de mesa na Universíada de Verão de 2025 foi disputado no centro de exposições Messe Essen, em Essen, na Alemanha, entre 17 e 24 de julho de 2025.

## Calendário
| Tênis de mesa | Julho | Julho | Julho | Julho | Julho | Julho | Julho | Julho | Julho | Julho | Julho | Julho | Eventos |
| Tênis de mesa | 16    | 17    | 18    | 19    | 20    | 21    | 22    | 23    | 24    | 25    | 26    | 27    | Eventos |
| ------------- | ----- | ----- | ----- | ----- | ----- | ----- | ----- | ----- | ----- | ----- | ----- | ----- | ------- |
|               |       |       |       |       | 2     |       | 1     | 2     | 2     |       |       |       | 7       |

|  | Dia de competição |  | Dia de final |

## Medalhistas

### Masculino
| Evento  | Ouro                         | Prata                          | Bronze                              |
| ------- | ---------------------------- | ------------------------------ | ----------------------------------- |
| Simples | AIN Vladimir Sidorenko       | AIN Maksim Grebnev             | ROU Eduarn Ionescu                  |
| Simples | AIN Vladimir Sidorenko       | AIN Maksim Grebnev             | CHN Sun Zheng                       |
| Dupla   | HKG Hong Kong Chan B. Yiu K. | JPN Japão Okano S. Tanigaki Y. | KOR Coreia do Sul Cho D. Yun C.     |
| Dupla   | HKG Hong Kong Chan B. Yiu K. | JPN Japão Okano S. Tanigaki Y. | ROU Romênia Ionescu E. Movileanu D. |
| Equipe  | TPE Taipé Chinês             | CHN China                      | GER Alemanha                        |
| Equipe  | TPE Taipé Chinês             | CHN China                      | JPN Japão                           |

### Feminino
| Evento  | Ouro                     | Prata                     | Bronze                            |
| ------- | ------------------------ | ------------------------- | --------------------------------- |
| Simples | CHN ZHAO Shang           | TPE Huang Yu-Jie          | HKG NG Wing Lam                   |
| Simples | CHN ZHAO Shang           | TPE Huang Yu-Jie          | CHN Wang Xiaotong                 |
| Dupla   | CHN China Han F. Wang X. | CHN China Yang Y. Zhao S. | TPE Taipé Chinês Chien T. Tsai Y. |
| Dupla   | CHN China Han F. Wang X. | CHN China Yang Y. Zhao S. | FRA França Cok I. Lutz C.         |
| Equipe  | JPN Japão                | CHN China                 | TPE Taipé Chinês                  |
| Equipe  | JPN Japão                | CHN China                 | HKG Hong Kong                     |

### Misto
| Evento | Ouro                          | Prata                    | Bronze                        |
| ------ | ----------------------------- | ------------------------ | ----------------------------- |
| Dupla  | JPN Japão Okano S. Idesawa K. | CHN China Zeng B. Han F. | HKG Hong Kong Chan B. Wong H. |
| Dupla  | JPN Japão Okano S. Idesawa K. | CHN China Zeng B. Han F. | CHN China Chen J. Wnag. X.    |

## Quadro de Medalhas
| Atualizado em 22h 24min de 31 de julho de 2025 (UTC) | v d e |

| Ordem | País                            | Medalha de ouro | Medalha de prata | Medalha de bronze |   |
| ----- | ------------------------------- | --------------- | ---------------- | ----------------- | - |
| 1     | CHN China                       | 2               | 4                | 3                 | 9 |
| 2     | JPN Japão                       | 2               | 1                | 1                 | 4 |
| 3     | TPE Taipé Chinês                | 1               | 1                | 2                 | 4 |
| 4     | AIN Atletas Individuais Neutros | 1               | 1                |                   | 2 |
| 5     | HKG Hong Kong                   | 1               |                  | 3                 | 4 |
| 6     | ROU Romênia                     |                 |                  | 2                 | 2 |
| 7     | FRA França                      |                 |                  | 1                 | 1 |
| 7     | GER Alemanha                    |                 |                  | 1                 | 1 |
| 7     | KOR Coreia do Sul               |                 |                  | 1                 | 1 |